# دایسوکه ایگاراشی
دایسوکه ایگاراشی (انگلیسی: Daisuke Igarashi؛ زادهٔ ۲ آوریل ۱۹۶۹) مانگاکا اهل ژاپن است. او که از دهه ۱۹۹۰ فعال بود، به خاطر تصاویری دقیق از طبیعت در ترکیب با مضامین معنوی یا سورئال شناخته شده‌است. مجموعه‌های مانگا مانند جادوگران و بچه‌های دریا مورد تحسین منتقدان قرار گرفته و به چندین زبان ترجمه شده‌اند.